# 白井市立大山口小学校
白井市立大山口小学校（しろいしりつ おおやまぐちしょうがっこう）は、千葉県白井市大山口二丁目にある公立小学校。

## 概要
学校は西白井駅から徒歩10分のところにあり、西白井・大山口・大松・中木戸・根を学区としている。

## 沿革
- 1979年（昭和54年） - 白井町立大山口小学校として白井第三小学校より分離開校[1]。

## 学区
大山口1丁目、大山口2丁目、大松1丁目、西白井1丁目、西白井2丁目、根の一部及び富塚の一部の区域

## 進学
- 白井市立大山口中学校